# Yann Guyot
Yann Guyot, nacido el 26 de febrero de 1986 en Vannes, es un ciclista francés. 

## Palmarés
2008 (como amateur)
- Gran Premio de Plouay amateur

2010 (como amateur)
- La Roue Tourangelle

2011 (como amateur)
- Gran Premio de Plouay amateur

2014 (como amateur)
- Gran Premio de Marbriers
- Gran Premio Cristal Energie
- 1 etapa del Tour de Bretaña

2015
- 1 etapa del Tour de Loir-et-Cher